# Brevicornu mathei
Brevicornu mathei är en tvåvingeart som beskrevs av Uwe Kallweit 1995. Brevicornu mathei ingår i släktet Brevicornu och familjen svampmyggor.
Artens utbredningsområde är Nepal. Inga underarter finns listade i Catalogue of Life.